# Marko Nikezić
Marko Nikezić (v srbské cyrilici Марко Никезић; 13. června 1921, Bělehrad – 9. ledna 1991) byl srbský a jugoslávský komunistický politik.
V roce 1940 vstoupil mezi jugoslávské komunisty a během druhé světové války se zúčastnil partyzánského boje. V poválečné době pracoval v diplomatických službách Jugoslávie, byl velvyslancem nejprve v Egyptě, později v Československu a nakonec ve Spojených státech. V letech 1965 – 1968 byl svazovým sekretářem (ministrem) zahraničí. V letech 1968 – 1972 zastával funkci předsedy Ústředního výboru Svazu komunistů Srbska. Spolu s Latinkou Perović a Ilijou Rajičićem byl nakonec roku 1972 obviněn z anarcho-liberalismu (tzv. "proces s liberály"), což ukončilo jeho politickou kariéru. Po roce 1972 tak musel odejít do důchodu a politické činnosti se již více nevěnoval.